# Tabanus hispanicus
Tabanus hispanicus är en tvåvingeart som beskrevs av Peus 1980. Tabanus hispanicus ingår i släktet Tabanus och familjen bromsar.
Artens utbredningsområde är Spanien. Inga underarter finns listade i Catalogue of Life.